# Darko Rundek

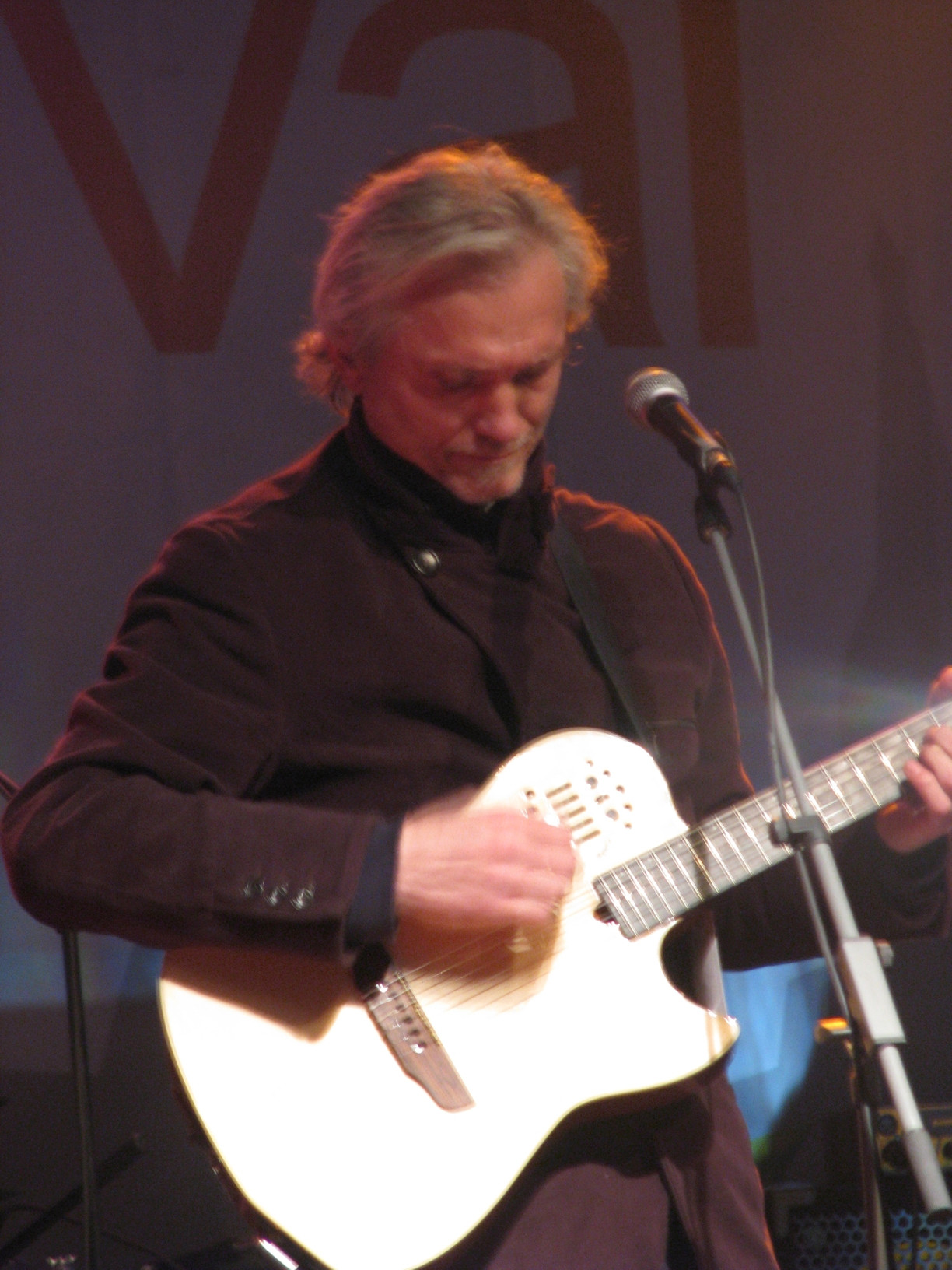
Darko Rundek

Darko Rundek (nascido em 30 de janeiro de 1956 na então Iugoslávia) é um cantor, compositor, poeta e ator croata. Sua carreira começou no início dos anos 1980, como líder da banda de rock Haustor. Morando parcialmente na França desde 1991, Rundek gravou três álbuns com vários músicos de diferentes partes do mundo: U sirokom svijetu, Apocalypso e Ruke (este último, um disco conceitual sobre um grupo de músicos viajando num navio cargueiro).  

## Darko Rundek & Cargo Orkestar
Junto com a banda suigeneris Cargo Orkestar, Darko Rundek gravou o disco de cabaré Ruke em 2002, que só foi lançado em setembro de 2004. Com um estilo musical lento e vintage, o disco narra a história de uma banda que viaja de navio, produzindo uma atmosfera de cabaré intensificada pela produção lo-fi de Vedran Peternel.
Algumas das letras, escritas principalmente por Rundek sobre composições instrumentais de integrantes da Cargo Orkestar , são cantadas em inglês, mas também em servo-croata, espanhol, francês e num idioma supostamente criado por Rundek.